# Eugène Balme
Eugène Balme (n. 22 noiembrie 1874, Oullins, Rhône-Alpes, Franța – d. 24 februarie 1914, Paris, Île-de-France, Franța) a fost un inginer ce a reprezentat Franța, medaliat olimpic. A participat la două ediții ale Jocurilor Olimpice (1900, 1908) în care a câștigat 2 medalii de bronz.